# 加拉布尔河畔拉罗比讷
加拉布尔河畔拉罗比讷（法語：La Robine-sur-Galabre，法語發音：[la ʁɔbin syʁ ɡalabʁ]）是法国上普罗旺斯阿尔卑斯省的一个市镇，属于迪涅莱班区。

## 地理
加拉布尔河畔拉罗比讷（44°10'13"N, 6°13'3"E）面积45.91 平方千米，位于法国普罗旺斯-阿尔卑斯-蓝色海岸大区上普罗旺斯阿尔卑斯省，该省份为法国东南部内陆省份，北起上阿尔卑斯省，西接沃克吕兹省，西北接德龙省，南至瓦尔省，东临滨海阿尔卑斯省，东北部与意大利接壤。
与加拉布尔河畔拉罗比讷接壤的市镇（或旧市镇、城区）包括：欧通、巴勒、勒布吕斯凯、迪涅莱班、拉雅维、上迪伊、托阿尔。

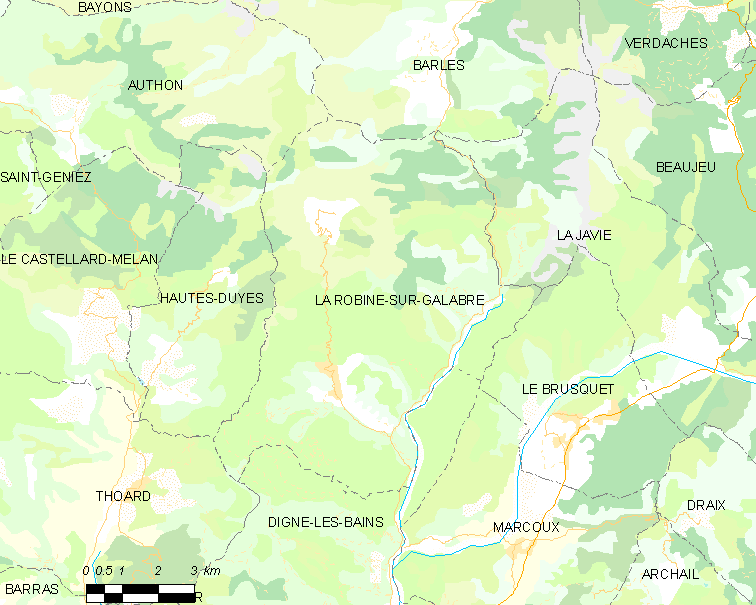
加拉布尔河畔拉罗比讷的OSM定位图

加拉布尔河畔拉罗比讷的时区为UTC+01:00、UTC+02:00（夏令时）。

## 行政
加拉布尔河畔拉罗比讷的邮政编码为04000，INSEE市镇编码为04167。

## 政治
加拉布尔河畔拉罗比讷所属的省级选区为迪涅莱班第一县。

## 人口

1962-2008年间加拉布尔河畔拉罗比讷人口变化图示

加拉布尔河畔拉罗比讷于2022年1月1日时的人口数量为292人。